# Blíževedly (nádraží)
Blíževedly jsou železniční stanice v západní části stejnojmenné obce v okrese Česká Lípa v Libereckém kraji nedaleko Blíževedelského potoka. Leží na jednokolejné neelektrizované trati Lovosice – Česká Lípa.

## Historie
Stanice byla otevřena 29. prosince 1898 společností Ústecko-teplická dráha (ATE) vedoucí z Litoměřic, (18. října zprovozněna spojka do Lovosic, kudy od roku 1850 vedla železnice společnosti Severní státní dráha ze směru z Prahy do Ústí nad Labem), do České Lípy, roku 1900 byla trať prodloužena až do Liberce. Nádraží vzniklo dle typizovaného předpisu drážních budov ATE.
Po zestátnění ATE k 1. lednu 1923 správu přebraly Československé státní dráhy.

## Popis
Nachází se zde dvě nekrytá jednostranná nástupiště, k příchodu na nástupiště č. 1 slouží přechod přes kolej. V roce 2018 prošla stanice rekonstrukcí a zvítězila v anketě Nejkrásnější nádraží roku.